# Endre László (politikus)
Endre László (Abony, 1895. január 1. – Budapest, 1946. március 29.) fajvédő magyar politikus, belügyi államtitkár. A magyarországi deportálások egyik fő felelőse.

## Családja
Szülei a kiskunfélegyházi születésű Dr. Endre Zsigmond szolgabíró és a budapesti születésű Gulner Mária voltak, 1893. szeptember 2-án kötöttek házasságot Abonyban. Apai nagyszülei Endre László és Vajmár Matild. Anyai nagyszülei Gulner Gyula és székesfehérvári Rée Mária.

## Élete, pályafutása
Az első világháborúban 1915-től huszártisztként vett részt, többször megsebesült, hősiességéért kitüntették, vitézi címet kapott. 1918-ban jogi diplomát szerzett a Budapesti Tudományegyetemen. 1919-ben Temesrékason, majd Gödöllőn lett szolgabíró. A Tanácsköztársaság bukása után részt vett ellenforradalmi szervezetek – mint például a Magyar Országos Véderő Egyesület, az Ébredő Magyarok Egyesülete, a Kettőskereszt Vérszövetség, vagy az Etelközi Szövetség –  terrorakcióiban, 1921 őszén pedig – Prónay Pál mellett, az úgynevezett Rongyos Gárda oldalán – a Burgenland elcsatolását megakadályozni kívánó nyugat-magyarországi felkelésben a maga szervezte fegyveres különítménnyel vállalt tevékeny szerepet. 1923-ban Gödöllőn kinevezték főszolgabíróvá; e tisztséget 15 éven át töltötte be.
A hasonlóan gondolkodó külföldi politikusokkal is rendszeresen kereste a kapcsolatot. 1924-ben találkozott Benito Mussolinivel, 1928-ban pedig az Egyesült Államokban látogatta meg egy hivatalos magyar delegáció tagjaként a híresen antiszemita Henry Fordot és Calvin Coolidge elnököt. Az Egyesült Államokból visszafelé jövet Münchent is útba ejtette, ahol egy helyi újságíró találkozót szervezett neki Adolf Hitlerrel. 1935-ben jelent meg könyve Hatalom és igazság címmel, melyben szélsőséges nézeteit hangoztatta.
Gróf Széchenyi Lajossal együtt 1937 tavaszán létrehozta a Fajvédő Szocialista Pártot, amely 1937 augusztusában a Szálasival kötött úgynevezett „életszerződés” alapján egyesült a Nemzeti Akarat Pártjával. 1938-ban, miután Pest-Pilis-Solt-Kiskun vármegye alispánjává választották, kilépett a pártból. Alispánként egyik legfontosabb céljának tartotta, hogy a megyéhez tartozó Zsidó község középkori eredetű, a zsidó néppel semmilyen kapcsolatban nem álló nevének megváltoztatását elérje (Magyarországon egyébként még több hasonló település van, nem mindegyiknél került sor névváltoztatásra). Ez a helyi képviselő-testület és lakosság ellenállása miatt csak 1943-ban sikerült neki, amikor a belügyminiszter a község nevét Vácegresre változtatta.
A legális és illegális munkásmozgalom ellen hozott hírhedt intézkedései, antiszemita jellegű jogfosztó rendeletei gyorsították a fasiszta terror kibontakozását az egész országban. 1944 áprilisától a Sztójay-kormányban a belügyminisztérium közigazgatási államtitkára; a német megszállókkal, többek között Adolf Eichmann-nal szorosan együttműködött. Jelentős szerepet játszott a magyarországi zsidóság deportálásában és megsemmisítésében. Horthy Miklós kormányzó eredménytelenül, de megpróbálta a belügyi tárca politikai államtitkárával, Baky Lászlóval együtt leváltatni. 1944. október 29-én Szálasi a hadműveleti területek polgári közigazgatásának kormánybiztosává nevezte ki, a szovjet csapatok előrenyomulását követően az ország kiürítésének egyik irányítója volt.
1945 márciusában Németországba menekült, ott az amerikai csapatok fogságába esett, és a magyar állam kérésére kiadták. A Népbíróság mint egyik háborús főbűnöst kötél általi halálra ítélte, az ítéletet 1946. március 29-én hajtották végre az V. kerületi Koháry (ma: Nagy Ignác) utca 1. szám alatt.

## Művei
- Hatalom és igazság, Kalántai Ny., Gödöllő, 1935
- A berni per tanulságai, Held J. Kny., Budapest, 1936
- „A zsidókról” – A berni per tanulságai, Stádium, Budapest, 1942